# Pardal d'ala blanca
El pardal d'ala blanca (Montifringilla nivalis), ocell de glaç o pardal blanc és un ocell menut passeriforme. És un ocell resident d'alta muntanya per sobre dels 1.500 m en el sud d'Europa, Àsia central i oest de la Xina.

## Descripció
És un habitant de zones altes alpines, de cua llarga i ales llargues. Poques vegades baixa per sota dels 1.000 metres fins i tot amb un clima hivernal dur. Es pot trobar al voltant de nuclis habitats (pobles, monestirs, estacions d'esquí), on pot ser bastant accessible. Ales de color blanc i negre, impactant en vol. En època de reproducció, el bec és fosc i la barbeta és negra (el bec és groguenc i el pegat de la barbeta és absent en l'època no reproductiva). El cap és de color gris més pàl·lid a l'hivern. S'alimenta de llavors i insectes.

## Taxonomia
El 1760 el zoòleg francès Mathurin Jacques Brisson va incloure una descripció del pardal d'ala blanca a la seva Ornithologie basada en un exemplar però sense especificar on s'havia recollit. Va utilitzar el nom francès Le pinçon de neige ou la niverolle i el llatí Fringilla nivalis. Encara que Brisson va encunyar noms llatins, aquests no s'ajusten al sistema binomial i no són reconeguts per la Comissió Internacional de Nomenclatura Zoològica. Quan el 1766 el naturalista suec Carl Linnaeus va actualitzar la seva Systema Naturae per a la dotzena edició, va afegir 240 espècies que havien estat descrites anteriorment per Brisson. Un d'aquests va ser el pardal d'ala blanca. Linné va incloure una breu descripció, va utilitzar el nom binomial Fringilla nivalis i va citar l'obra de Brisson. Linné va enumerar la ubicació del tipus com a "Amèrica". La ubicació tipus va ser designada posteriorment com a Suïssa. Aquesta espècie ara es troba inclosa en el gènere Montifringilla que va ser introduït per l'ornitòleg alemany Christian Ludwig Brehm el 1828.
Es reconeixen set subespècies:
- M. n. nivalis (Linnaeus, 1766) – sud d'Europa.
- M. n. leucura (Bonaparte, 1855) – sud i est de Turquia.
- M. n. alpicola (Pallas, 1811) el Caucas i el nord de l'Iran fins a Afganistan.
- M. n. gaddi (Zarudny & Loudon, 1904) - sud-oest de l'Iran.
- M. n. tianshanica (Keve-Kleiner, 1943) - Kazakhstan oriental i Tadjikistan nord
- M. n. groumgrzimaili (Zarudny & Loudon, 1904) del nord-oest de la Xina fins al centre de Mongòlia.
- M. n. kwenlunensis (Bianchi, 1908) centre-oest de la Xina i nord del Tibet.

## Etimologia
Montifringilla: del llatí «mons» ‘muntanya’ i del llatí «fringilla» ‘pinsà’ [pinsà montà, d’origen onomatopeic]. nivalis: del llatí «nix» ‘neu’ [nival, relatiu a la neu].